# Nako Motohashi
Nako Motohashi (本橋菜子?, Motohashi Nako; 10 ottobre 1993) è una cestista giapponese.

## Carriera
Con il Giappone ha disputato i Campionati mondiali del 2018 e i Giochi olimpici di Tokyo 2020.